# Cosmosoma caecoides
Cosmosoma caecoides är en fjärilsart som beskrevs av Debauche 1938. Cosmosoma caecoides ingår i släktet Cosmosoma och familjen björnspinnare. Inga underarter finns listade i Catalogue of Life.